# 一戸彰晃
一戸 彰晃（いちのへ しょうこう、1949年 - 2023年3月25日）は、青森県五所川原市金木町の仏教僧侶。曹洞宗雲祥寺の住職。 

## 略歴
駒澤大学大学院修士課程英米文学専攻修了。「狭山事件の再審を求める市民集会」実行委員、および市民団体『竹島の日』を考え直す会のメンバー。2012年9月16日の東国寺における石碑建立を主導した「東国寺を支援する会」の代表者。
2013年5月21日、元小学校教員の久保井規夫や元高校教員の黒田伊彦とともに韓国釜山市で記者会見をおこない、「独島は歴史的に韓国の領土」と述べた。
5月23日には「独島は韓国領」と書かれたTシャツを着用して竹島に上陸し、韓国語で「独島は韓国のものだ」と宣言した。
なお、一戸の上陸行為については、所属する宗派教団は「本宗は一切関与しておらず、またその支援、支持等を一切行って」いない旨の告知を公表している。
2023年3月25日死去。73歳没。